# Önder Mustafaoğlu
Önder Mustafaoğlu (* 14. September 1953 in Istanbul; † 30. September 1982 in Gümüşhacıköy) war ein türkischer Fußballspieler. Als Eigengewächs und durch seine lange Tätigkeit für Fenerbahçe Istanbul blieb er in Erinnerung und wird sowohl von Fan- als auch von Vereinsseiten als einer der legendärsten Spieler angesehen. So war er Teil jener Fenerbahçe-Mannschaft, die in der Saison 1973/74 mit dem Gewinn türkischen Meisterschaft und des türkischen Pokals zum zweiten Mal in der Vereinsgeschichte das türkische Double holen konnte.

## Spielerkarriere

### Verein
Die Anfänge von Mustafaoğlus Karriere sind unvollständig dokumentiert. Laut der frühesten Quelle spielte er Anfang der 1970er Jahre in der Nachwuchsabteilung Fenerbahçe Istanbuls und wurde hier in der Winterpause der Saison 1971/72 vom Cheftrainer der Profimannschaft Sabri Kiraz ins Trainingslager aufgenommen und in einigen Vorbereitungsspielen eingesetzt. Seinen ersten Pflichtspieleinsatz absolvierte Mustafaoğlu in der Partie des Türkischen Pokals vom 23. Februar 1972 gegen Balıkesirspor. Nach diesem Einsatz erkrankte er allerdings und fiel deswegen den Rest der Saison aus.
Mit der Saison 1972/73 gehörte er wieder zum Mannschaftskader und wurde vom brasilianischen Cheftrainer Valdir Pereira sporadisch eingesetzt und kam auf vier Pflichtspieleinsätze. Sein Verein beendete die Saison hinter dem Erzrivalen Galatasaray Istanbul als Vizemeister, konnte aber mit den Siegen im Präsidenten-Pokal und im Premierminister-Pokal die Saison mit zwei Titeln abschließen. In die Saison 1973/74 konnte er mit seiner Mannschaft mit dem Titelgewinn des vorsaisonal gespielten TSYD-Istanbul-Pokals starten. Am Saisonende holte er mit seinem Team die türkische Meisterschaft und zusätzlich den Türkischen Pokal. Dadurch gehörte Mustafaoğlu zu jenem Kader Fenerbahçes, die das zweite türkische Double der Vereinsgeschichte holen konnte. Er selbst wurde in dieser Saison oft eingesetzt und absolvierte in dieser Saison 28 Pflichtspiele. 
In der Sommertransferperiode 1974 stimmte Mustafaoğlu einem Wechsel zum Ligarivalen Adanaspor erst zu und sagte wenig später den Wechsel wieder ab. Schließlich wechselte er Anfang Juli 1974 gegen eine Ablösesumme von 500.000 Türkischer Lira doch zu Adanaspor. Bei diesem Verein gehörte er von Beginn an zu den wichtigen Leistungsträgern und absolvierte in seiner zweijährigen Tätigkeit jede Saison mindestens 21 Ligaspiele. In seinen zwei Spielzeiten erzielte er mit seinem Team den 4. Tabellenplatz und damit die beste Erstligaplatzierung der Vereinsgeschichte. Gegen Ende seiner zweiten Saison wurde Mustafaoğlu aus nicht näher erörterten Gründen aus dem Mannschaftskader beurlaubt und seine Abgabe zum Saisonende an einen der drei großen Istanbuler Vereine beschlossen.
Nach zwei Saisons für Adanaspor wollte Mustafaoğlu seine schulische Ausbildung, die er neben seiner Profikarriere fortführte, in Istanbul fortsetzen und drängte so auf eine Rückkehr zu einem Istanbuler Verein. Nach diesen Entwicklungen nahm Fenerbahçe Verpflichtungsbemühungen um sein Eigengewächs auf und schlug Adanaspor ein Tauschgeschäft vor, bei dem als Gegenleistung Zafer Göncüler und Arif Aydın Çelik angeboten wurden. Nachdem beide Spieler sich mit Adanaspor nicht einigen konnten, entschied sich die Vereinsführung gegen eine Verpflichtung Mustafaoğlus. Nach etwa einer Woche nahm Fenerbahçe die Transferverhandlungen wieder auf und verpflichtete Mustafaoğlu gegen eine Ablösesumme von 400.000 Lira. In seiner ersten Saison wurde er in 25 Pflichtspielen eingesetzt und wurde mit seinem Verein Vizemeister. Mit seiner zweiten Saison eroberte Mustafaoğlu einen Stammplatz und stieg auch zum türkischen A-Nationalspieler auf. Am Saisonende wurde er mit seinem Team zum zweiten Mal in seiner Karriere türkischer Meister. Die nächsten drei Spielzeiten vergab Mustafaoğlus Mannschaft die Meisterschaft wieder an Trabzonspor, konnte stattdessen einmal den Türkischen Pokal (1978/79) und dreimal den vorsaisonalen TSYD-Istanbul-Pokal (1978/79, 1979/80, 1980/81) holen. Mustafaoğlu verlor in der Letzten dieser drei Spielzeiten seinen Stammplatz und absolvierte in dieser Saison nur zwölf Ligaspiele. In der Winterpause der Saison teilte ihm sein Cheftrainer Friedel Rausch mit, dass er nicht mehr Mustafaoğlu plane und er deswegen bis zum Saisonende beurlaubt werde. So wurde zwar Mustafaoğlu im Frühjahr 1981 gegen eine Ablösesumme von 7 Millionen Lira auf die Verkaufsliste gesetzt, fand aber keinen Abnehmer. Sein Verein erlebte in der letzten Saison eine seiner schwächsten Phasen der Vereinshistorie und spielte gar um den Klassenerhalt. Diesen erreichte die Mannschaft erst in den letzten Spieltagen.
Nach dieser enttäuschenden Saison erfolgten durch den Trainer Friedel Rausch wesentliche Veränderungen des Kaders. Dazu wurden mehrere erfahrene Spieler abgegeben und neben Neueinkäufen weitere jüngere Spieler in die Mannschaft integriert. Mustafaoğlu, der bereits in der Winterpause 1980/81 zum Verkauf angeboten wurde, verhandelte zunächst mit seinem alten Verein Adanaspor und wechselte dann aber gegen eine Ablösesumme von drei Millionen Lira zu dessen Erzrivalen Adana Demirspor. Bei diesem Verein etablierte er sich auf Anhieb als Stammspieler und Leistungsträger und beendete mit seinem Verein die Saison auf dem sechsten Tabellenplatz. Damit zählte er zu jener Mannschaft dieses Vereins, die die beste Erstligaplatzierung der Vereinshistorie erreichte.
Trotz seiner erfolgreichen Saison bei Demirspor wechselte Mustafaoğlu bereits nach einer Saison zum nordtürkischen Ligarivalen Samsunspor. Hier spielte er bis zu seinem unerwarteten Tod etwa zwei Monate lang. Seine letzte Partie als Fußballspieler bestritt er dabei gegen seinen alten Verein Fenerbahçe.

### Nationalmannschaft
Mustafaoğlus Nationalmannschaftskarriere begann im Mai 1974 mit einem Einsatz für die türkische U-21-Nationalmannschaft. Bei allen diesen Einsätze war Mustafaoğlu deutlich über 21 Jahre alt.
1977 wurde er im Rahmen eines Qualifikationsspiels der Weltmeisterschaft 1978 gegen die Nationalmannschaft der DDR vom Nationaltrainer Metin Türel zum ersten Mal und für das Aufgebot der türkischen Nationalmannschaft nominiert und gab in dieser Partie sein A-Länderspieldebüt.
Insgesamt absolvierte er jeweils acht U-21- und A-Länderspiele.

## Erfolge
Mit Fenerbahçe Istanbul
- Türkischer Meister: 1973/74, 1977/78
- Türkischer Vizemeister: 1972/73, 1976/77, 1979/80
- Türkischer Pokalsieger: 1973/74, 1978/79
- Präsidenten-Pokalsieger: 1972/73
- Premierminister-Pokal: 1972/73, 1979/80
- TSYD-Istanbul-Pokalsieger: 1973/74, 1978/79, 1979/80, 1980/81

Mit Adanaspor
- Tabellenvierter der Süper Lig: 1974/75, 1975/76

## Tod
In der Nacht des 30. Septembers 1982 verunglückte Mustafaoğlu bei einem Autounfall in der Umgebung von Gümüşhacıköy. Während einer Autofahrt mit seiner Familie kam sein Wagen von der Straßenbahn ab und überschlug sich. Mustafaoğlu wurde tot aus dem Autowrack geborgen, während seine Frau und sein Sohn den Unfall mit Verletzungen überlebten. Er wurde zwei Tage später nach dem Mittagsgebet in der Istanbuler Selimiye-Moschee auf dem Karacaahmet Friedhof beigesetzt.

## Trivia
Im Sommer 1979 geriet Mustafaoğlu in die Schlagzeilen, nachdem er von Sicherheitskräften angeschossen und verletzt wurde. Am Morgen des 23. Juli 1979 war er um 3:45 Uhr Ortszeit in seinem Auto an den Strand vom Istanbuler Stadtteil Kadıköy gefahren. Hier versuchte er einer Polizeikontrolle zu entkommen und fuhr trotz polizeilicher Anweisung in die Gegenrichtung. Daraufhin feuerte ein Sicherheitsmann einige Schüsse auf Mustafaoğlus Auto und traf ihn mehrmals. Im Krankenhaus erklärte er, dass die Sicherheitskräfte nicht gesehen hatte, sondern nur die Anweisung anzuhalten wahrgenommen habe und deswegen verunsichert war. Ferner erklärte er auch, dass er zu diesem Zeitpunkt stark alkoholisiert war und sich an kaum etwas erinnere.